# Dompierre-sur-Yon
Dompierre-sur-Yon is een gemeente in het Franse departement Vendée (regio Pays de la Loire) en telt 3528 inwoners (2005). De plaats maakt deel uit van het arrondissement La Roche-sur-Yon.

## Geografie
De oppervlakte van Dompierre-sur-Yon bedraagt 33,4 km², de bevolkingsdichtheid is 105,6 inwoners per km².
De onderstaande kaart toont de ligging van Dompierre-sur-Yon met de belangrijkste infrastructuur en aangrenzende gemeenten.

## Demografie
Onderstaande figuur toont het verloop van het inwonertal (bron: INSEE-tellingen).

1. ↑  Populations de référence 2022.